# Peter Pond Lake
Peter Pond Lake är en sjö i provinsen Saskatchewan i Kanada. Peter Pond Lake ligger 421 meter över havet  och arean är 778 kvadratkilometer. Sjön skiljs från Churchill Lake av näset Buffalo Narrows.
Trakten runt Peter Pond Lake är nära nog obefolkad, med mindre än två invånare per kvadratkilometer.  Trakten ingår i den boreala klimatzonen.